# The Room (vídeo game)
The Room é um Jogo eletrônico de quebra-cabeça desenvolvido pela Fireproof Games. O jogo foi originalmente desenvolvido para a plataforma iOS e lançado em setembro de 2012. A versão para Android estreou como parte de um Humble Bundle em março de 2013 e posteriormente foi lançada no Google Play. Uma expansão gratuita para o título foi lançada em agosto de 2013. Uma versão aprimorada do jogo foi lançada para o Microsoft Windows em julho de 2014 e para o Nintendo Switch em outubro de 2018.
Na época da criação de The Room, a Fireproof fornecia recursos de artes para outras editoras, e The Room reflete a primeira tentativa do estúdio de fazer seu próprio jogo, mas com finanças limitadas, focado em um título móvel com o objetivo de aproveitar dos aspectos exclusivos da interface da plataforma. The Room apresenta ao jogador uma série de estranhas caixas de quebra-cabeça que apresentam vários mecanismos físicos. O jogador é desafiado a descobrir como abrir cada uma – normalmente desfazendo uma série de fechaduras – para acessar outra caixa de quebra-cabeça dentro dela. O jogo usa uma variedade de movimentos ativados por telas sensíveis ao toque de dispositivos móveis para simular ações na vida real, como olhar ao redor do dispositivo, girar chaves e ativar interruptores. Através do jogo, uma história envolvendo a pesquisa de uma pessoa não identificada no quinto elemento clássico, " nulo ", que é descrito em notas encontradas em vários quebra-cabeças de caixa.
The Room teve uma recepção positiva e a versão iOS recebeu diversos prêmios. O jogo vendeu mais de 6,5 milhões de cópias. Desde então, a Fireproof Games lançou quatro sequências de The Room, com vendas totais de 11,5 milhões até 2016.
The Room é um jogo de quebra-cabeça tridimensional. O jogo tem uma história mínima, que é contado por meio de cartas de uma caixa misteriosa em um cômodo de uma casa; conforme o jogador resolve os quebra-cabeças ao redor da caixa, mais notas do mesmo autor - aquele que já havia resolvido o mistério da caixa - são encontradas, descrevendo o uso da caixa de um material desconhecido chamado "Nulo", além de mostrar o autor lentamente caindo na loucura.
Ao iniciar o jogo, o jogador recebe a primeira das quatro caixas de quebra-cabeça. A primeira caixa é oferecida como um tutorial para os controles do jogo, que demonstram como se movimentar na caixa e interagir com os recursos dela. O jogador possui um pequeno inventário de itens como chaves encontradas em compartimentos da caixa. Um elemento-chave do inventário é uma lente especial que, no jogo, permite ao jogador ver as coisas, antes ocultas, feitas com o elemento nulo que compõem as partes da caixa. A lente geralmente pode ser equipada a qualquer momento para ver esses segredos, muitas vezes exigindo que o jogador manipule a visão para alinhar os segredos em um símbolo coerente. O objetivo é desbloquear totalmente cada caixa do quebra-cabeça, extraindo uma caixa menor, mas cada vez mais complexa dentro dela.

## Desenvolvimento
A Fireproof Games é uma empresa de desenvolvimento britânica nascida de seis desenvolvedores que trabalhavam na Criterion Games na série de corridas Burnout ; juntos, eles decidiram formar sua própria pequena equipe para fornecer arte terceirizada para outros desenvolvedores. Seu trabalho foi incluído nos jogos LittleBigPlanet, DJ Hero e outros títulos de corrida como Split/Second e Blur . Eles desejavam começar a desenvolver seu próprio jogo por volta de 2012, mas naquela época, eles descobriram que os custos de desenvolvimento para um console ou título de computador pessoal eram muito altos e optaram por começar com jogos para celular, que eram mais baratos de desenvolver; eles também perceberam que muitos jogos para celular desenvolvidos por equipes com experiência em consoles e computadores não faziam grandes jogos para celular, muitas vezes simplesmente copiando ou clonando títulos já existentes, e se propuseram a provar que era possível fazer um bom jogo para celular, algo que fosse " adequado para esta peça de hardware, para este público", de acordo com o cofundador da Fireproof Games, Barry Meade. Com The Room, o objetivo era "fazer o melhor jogo para iOS que pudéssemos, não apenas tentar fazer um grande jogo de console para iOS", de acordo com Meade. Eles queriam enfatizar o uso da tela sensível ao toque dos dispositivos móveis de uma maneira única, semelhante ao sucesso de Cut the Rope e Angry Birds . Ao mesmo tempo, eles queriam criar um jogo que fosse envolvente para o jogador e criaram os mecanismos de toque apropriados para fornecer respostas táteis que funcionassem junto de seus recursos de arte e música para ajudar nisso.
A Fireproof contratou um programador em janeiro de 2012 para criar seu próprio título, The Room ; durante seu desenvolvimento, o jogo foi feito por apenas dois membros da equipe da Fireproof, o restante da empresa continuando a trabalhar em outros trabalhos de terceirização. O jogo foi desenvolvido na interface de jogos Unity, principalmente devido aos seus baixos custos, uma limitação financeira que a Fireproof tinha na época. Os custos totais de desenvolvimento da versão inicial para iPad foram estimados em £160,000 . Eles logo tiveram a ideia de caixas de quebra -cabeça asiáticas, que podem ter centenas de etapas a serem executadas para serem abertas, enquanto possuem um grau de arte e beleza em sua criação. Meade comparou isso a um título móvel de sucesso inicial, Zen Bound, que, embora fosse um jogo simples, sem nenhum desafio, "era realmente agradável e bonito de se ver", de acordo com Meade. Inicialmente planejando chamar o jogo de Puzzle Box, eles criaram uma demonstração jogável algumas semanas após a ideia e, em seguida, construíram a partir daí. Para alcançar a natureza tátil que desejavam para o jogo, eles se certificaram de incluir um mecanismo físico para que todas as partes móveis de cada quebra-cabeça tivessem algum tipo de importância, pois Meade sentiu que simulava respostas físicas a controles diretos da tela sensível ao toque, "você eliminou automaticamente essa enorme barreira de entrada que as pessoas têm", em contraste com o uso de um game pad ou controle.
O jogo foi inicialmente criado para o iPad da Apple (compatível com iPad 2 e superior) e lançado em setembro de 2012. A Fireproof também criou o jogo para funcionar no iPhone 4s da Apple e modelos mais recentes; porém, na época de seu lançamento, não havia como indicar aos usuários da Apple App Store que o jogo não funcionaria no iPhone 4. Por esse motivo, eles criaram uma versão gratuita, The Room Pocket em 3 de dezembro de 2012, que incluía o primeiro quebra-cabeça de The Room e a opção de comprar o restante do jogo para não atrair a ira nos usuários do iPhone 4. Meade disse que em 2018 o The Room Pocket teve mais vendas do que o The Room .
Uma versão Android do The Room foi criada para dispositivos móveis como parte do Humble Mobile Bundle, lançado em 26 de março de 2013. Uma expansão gratuita para The Room foi lançada em agosto de 2013, que atualizou o jogo com um novo nível que vincula o final do primeiro jogo à sequência. A Fireproof desenvolveu uma versão do Microsoft Windows que foi lançada em 28 de julho de 2014, fornecendo suporte para controles de mouse. A versão para Windows só foi planejada depois que o jogo foi bem-sucedido para celular e teve que ser reconstruída do zero, exigindo uma equipe maior, cerca de metade de sua equipe de 14 pessoas na época, com risco de quão popular esta versão seria.
Uma versão de The Room foi lançada para o Nintendo Switch em 18 de outubro de 2018 com suporte de publicação do Team17, fazendo sua estreia no console. O jogo suporta os mesmos controles de tela sensível ao toque do jogo para celular, mas usa o Joy-Con do Switch para jogar pelo modo na televisão. A versão do Switch inclui gráficos aprimorados e o DLC do jogo original.

## Recepção
The Room recebeu "críticas favoráveis no geral" para iOS e Nintendo Switch, e "misto ou médio" para PC, de acordo com o Metacritic .

### Vendas
A Fireproof Games empatou na primeira semana de lançamento da versão para iPad, permitindo-lhes planejar as expansões e sequências e começar a considerar outros projetos. Em março de 2013, The Room para iPad vendeu mais de 1,4 milhão de cópias e perto de seu lançamento inicial, foi classificado como um dos jogos mais vendidos em várias listas de iOS. A versão de bolso gratuita foi baixada mais de 2,4 milhões de vezes.  Em outubro de 2016, The Room vendeu mais de 6,5 milhões de unidades e, coletivamente, os três jogos da série venderam mais de 11,5 milhões de cópias.

### Prêmios
Após seu lançamento, The Room foi apresentado como a escolha dos Editores da Apple no mundo todo, recebendo o cobiçado "Apple iPad Game of the Year 2012" e o BAFTA de melhor videogame britânico. Ganhou os seguintes prêmios:
| Data | Prêmio                                                   | Categoria                          | Ref.   |
| ---- | -------------------------------------------------------- | ---------------------------------- | ------ |
| 2012 | Apple Inc                                                | Jogo do ano para iPad              | [ 18 ] |
| 2012 | BAFTA                                                    | Melhor Jogo Britânico              | [ 19 ] |
| 2012 | Prêmios Escolha dos Desenvolvedores de Jogos             | Melhor jogo portátil/móvel         | [ 20 ] |
| 2012 | O Prêmio Internacional de Jogos para Dispositivos Móveis | Excelência em Visuais              | [ 21 ] |
| 2012 | TIGA                                                     | Melhor Design de Jogo              | [ 22 ] |
| 2012 | Prêmios do New York Video Game Critics Circle            | Melhor jogo para celular/iOS       | [ 23 ] |
| 2012 | JayisGames.com                                           | Melhor jogo de quebra-cabeça móvel | [ 24 ] |
| 2012 | gamezebo                                                 | Melhor jogo para iPad              | [ 25 ] |
| 2012 | Cnet Aus                                                 | Melhor jogo para celular           | [ 26 ] |

## Sequências
The Room teve várias sequências: The Room Two, foi lançado no iTunes em 12 de dezembro de 2013 e no Steam.
Em 2014, a Fireproof Games anunciou um terceiro título, The Room Three, que foi lançado para plataformas móveis em novembro de 2015 e na Steam.
Um quarto jogo, The Room: Old Sins, foi lançado em 25 de janeiro de 2018. Foi lançado para Steam em 11 de fevereiro de 2021.
Um título spin-off, The Room VR: A Dark Matter foi lançado exclusivamente para plataformas VR em 26 de março de 2020.